# Moonglow Records
Moonglow Records war ein amerikanisches Musiklabel, das vor allem für seine Veröffentlichungen der frühen Righteous Brothers bekannt wurde.
Albert van Hoogten, seit Anfang der 1950er Jahre Inhaber des belgischen Plattenlabels Ronnex Records, schickte Mitte der 1950er seinen Bruder Rene Jan nach New York, um dort Moonglow Records zu gründen. Rene Jan änderte dafür seinen für Amerikaner schwer auszusprechenden Namen zu „Ray Maxwell“. Die New Yorker Phase des Labels dauerte nur kurz und sah einige Wiederveröffentlichungen von Sammy Masters and His Rocking Rhythm aus dessen Single-Diskografie auf 4-Star Records von 1958.
Maxwell zog 1961 nach Los Angeles, wo er das Label wieder aufleben ließ. Vom belgischen Mutterunternehmen war dann keine Rede mehr. Maxwell war Labelchef, Präsident, Produzent und Supervisor sowie Verleger mit „Ray Maxwell Music“ in einer Person. Das erste Dutzend Single-Veröffentlichungen blieb aber von der Käuferschaft weitgehend ignoriert. Mit Moonglow 214 erschien schließlich eine Single der von Smash Records zu Moonglow gewechselten Paramours, bei denen die noch unbekannten Bill Medley and Bobby Hatfield ihren Blue-Eyed Soul sangen. Kurz darauf verließen die beiden die Band, um als The Righteous Brothers zu veröffentlichen. Auf Moonglow 215 erschien die Bill-Medley-Komposition Little Latin Lupe Lu, welche im Mai 1963 den 49. Platz der amerikanischen Pop-Charts erreichte. Medley erinnert sich, dass die anschließende Tour zur Promotion der Hit-Single dem Verkauf eher schadete, weil dadurch viele auf schwarze Musiker spezialisierte DJs erst erkannt hätten, dass die Brothers weiß waren. Nach jeweils einer Single als Solo-Künstler kam die Folgesingle der Righteous Brothers My Babe im September 1963 auf Platz 75 der Charts. Die dritte Single Koko Joe verfehlte die Hitparade. Ab 1963 übernahm Atco Records den Vertrieb des Labels.
Für den europäischen und speziell den belgischen Markt veröffentlichten Moonglow Records jeweils eine eigene Single-Serie. Erstere vertrieb eine Vielzahl bekannter amerikanischer R&B-, Rock-’n’-Roll- und Soul-Künstler In Belgien erschienen vor allem deutsche und flämische Schlager.
Mit Right Now! erschien die erste von insgesamt vier LPs der Righteous Brothers auf Moonglow. Zu dieser Zeit wurde Phil Spector auf das Duo aufmerksam und im September 1964 einigten sich Spector und Maxwell auf eine Zusammenarbeit: Spector übernahm die Brothers unter Vertrag, während Maxwell das Recht für die Veröffentlichungen im Ausland behielt. Im gleichen Jahr erschien der Nummer-eins-Hit You’ve Lost That Lovin’ Feelin’ und kurz darauf weitere Hits wie Just Once In My Life oder die Unchained Melody auf Spectors Label Philles Records. Moonglow Records reagierte, in dem sie die erfolglosen Alben der Righteous Brothers der vergangenen Jahre wiederveröffentlichte und damit nachträglich Profit aus deren Erfolg schlugen. Da Moonglow aber außer dem Katalog der Righteous Brothers kaum Material vorzuweisen hatte, wurde dieser bis 1966 durch Wiederausgaben ausgeschlachtet. Immerhin hatte sich Moonglow so viel Renommée erarbeitet, dass einige neue Künstler unter Vertrag genommen werden konnten. 1967 erschien mit Moonglow 5026 die letzte Single, bevor Maxwell seine Masterbänder an Verve Records verkaufte.

## LP-Diskografie
- 1001 – The Righteous Brothers – Right Now!
- 1002 – The Righteous Brothers – Some Blue Eyed Soul
- 1003 – The Righteous Brothers – This Is New
- 1004 – The Righteous Brothers – Best Of The Righteous Brothers